# Globočdol
Globočdol este o localitate din comuna Mirna Peč, Slovenia, cu o populație de 27 de locuitori.